# Divisiones administrativas de Jilin

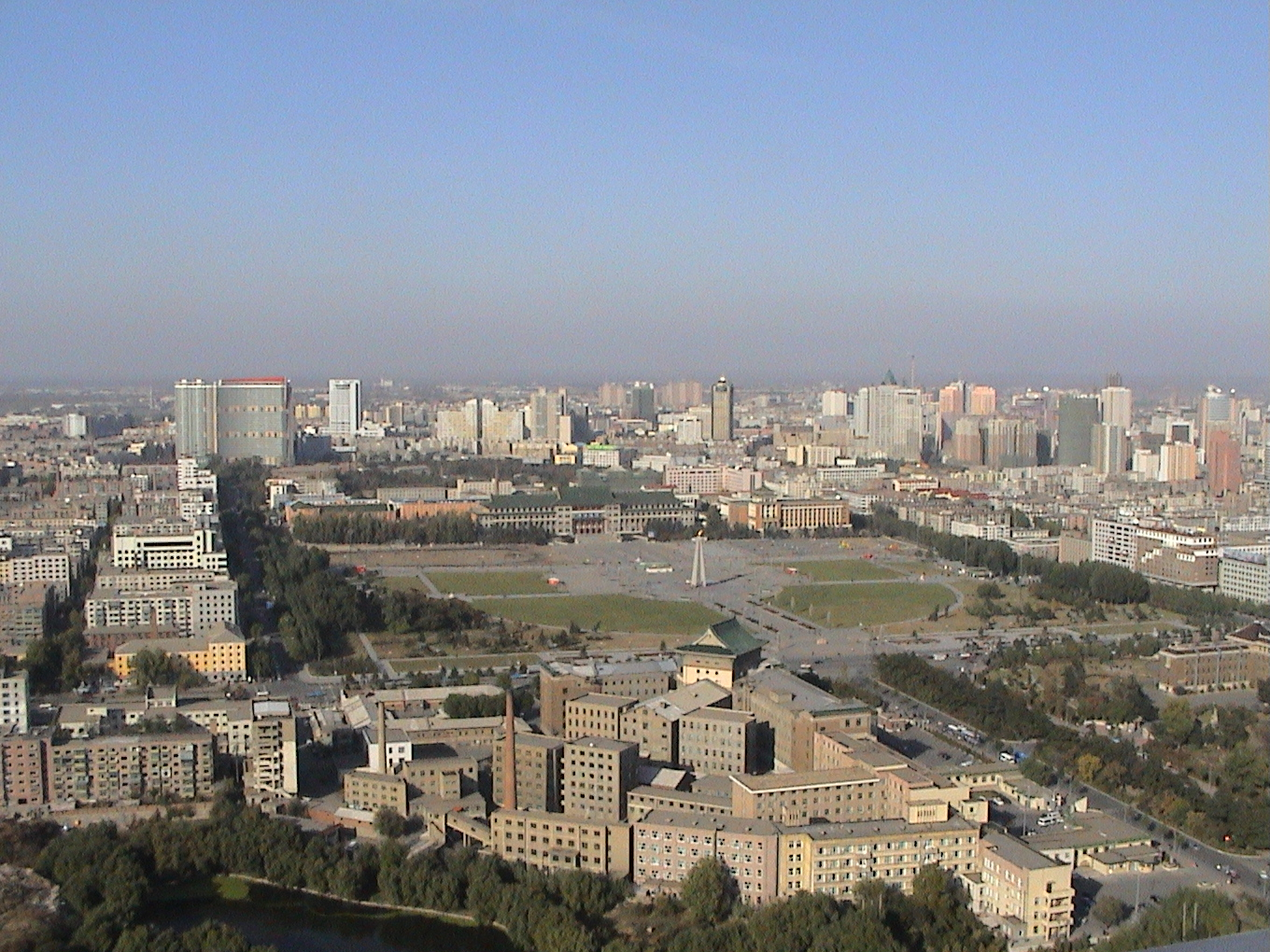
Provincia de Jilin.

Jilin es provincia de la República Popular China, formada por las siguientes divisiones administrativas:
- 9 Divisiones de Nivel de Prefectura
  - 8 Ciudades de Nivel de Prefectura
  - 1 Prefectura Autónoma
- 60 Divisiones de Nivel de Distrito
  - 20 Ciudades de Nivel de Distrito
  - 18 Distritos
  - 3 Distritos Autónomos
  - 19 Sectores
- 1532 Divisiones de Nivel de Municipio
  - 456 Pueblos
  - 287 Municipios
  - 28 Municipios Étnicos
  - 240 Subsectores

Este cuadro muestra todas las Divisiones de Nivel de Prefectura y de Nivel de Distrito.
| Nivel de Prefectura                                                                  | Nivel de Distrito                       | Nivel de Distrito       | Nivel de Distrito                   |
| Nivel de Prefectura                                                                  | Nombre                                  | Chino (S)               | Pinyin                              |
| ------------------------------------------------------------------------------------ | --------------------------------------- | ----------------------- | ----------------------------------- |
| Ciudad de Changchun 长春市 Chángchūn Shì                                             | Sector de Chaoyang                      | 朝阳区                  | Cháoyáng Qū                         |
| Ciudad de Changchun 长春市 Chángchūn Shì                                             | Sector de Kuancheng                     | 宽城区                  | Kuānchéng Qū                        |
| Ciudad de Changchun 长春市 Chángchūn Shì                                             | Sector de Erdao                         | 二道区                  | Èrdào Qū                            |
| Ciudad de Changchun 长春市 Chángchūn Shì                                             | Sector de Nanguan                       | 南关区                  | Nánguān Qū                          |
| Ciudad de Changchun 长春市 Chángchūn Shì                                             | Sector de Luyuan                        | 绿园区                  | Lǜyuán Qū                           |
| Ciudad de Changchun 长春市 Chángchūn Shì                                             | Sector de Shuangyang                    | 双阳区                  | Shuāngyáng Qū                       |
| Ciudad de Changchun 长春市 Chángchūn Shì                                             | Ciudad de Jiutai                        | 九台市                  | Jiǔtái Shì                          |
| Ciudad de Changchun 长春市 Chángchūn Shì                                             | Ciudad de Yushu                         | 榆树市                  | Yúshù Shì                           |
| Ciudad de Changchun 长春市 Chángchūn Shì                                             | Ciudad de Dehui                         | 德惠市                  | Déhuì Shì                           |
| Ciudad de Changchun 长春市 Chángchūn Shì                                             | Distrito de Nong'an                     | 农安县                  | Nóng'ān Xiàn                        |
| Ciudad de Jilin 吉林市 Jílín Shì                                                     | Sector de Chuanying                     | 船营区                  | Chuányíng Qū                        |
| Ciudad de Jilin 吉林市 Jílín Shì                                                     | Sector de Changyi                       | 昌邑区                  | Chāngyì Qū                          |
| Ciudad de Jilin 吉林市 Jílín Shì                                                     | Sector de Longtan                       | 龙潭区                  | Lóngtán Qū                          |
| Ciudad de Jilin 吉林市 Jílín Shì                                                     | Sector de Fengman                       | 丰满区                  | Fēngmǎn Qū                          |
| Ciudad de Jilin 吉林市 Jílín Shì                                                     | Ciudad de Shulan                        | 舒兰市                  | Shūlán Shì                          |
| Ciudad de Jilin 吉林市 Jílín Shì                                                     | Ciudad de Huadian                       | 桦甸市                  | Huàdiàn Shì                         |
| Ciudad de Jilin 吉林市 Jílín Shì                                                     | Ciudad de Jiaohe                        | 蛟河市                  | Jiāohé Shì                          |
| Ciudad de Jilin 吉林市 Jílín Shì                                                     | Ciudad de Panshi                        | 磐石市                  | Pánshí Shì                          |
| Ciudad de Jilin 吉林市 Jílín Shì                                                     | Distrito de Yongji                      | 永吉县                  | Yǒngjí Xiàn                         |
| Ciudad de Siping 四平市 Sìpíng Shì                                                   | Sector de Tiexi District                | 铁西区                  | Tiěxī Qū                            |
| Ciudad de Siping 四平市 Sìpíng Shì                                                   | Sector de Tiedong                       | 铁东区                  | Tiědōng Qū                          |
| Ciudad de Siping 四平市 Sìpíng Shì                                                   | Ciudad de Gongzhuling                   | 公主岭市                | Gōngzhǔlǐng Shì                     |
| Ciudad de Siping 四平市 Sìpíng Shì                                                   | Ciudad de Shuangliao                    | 双辽市                  | Shuāngliáo Shì                      |
| Ciudad de Siping 四平市 Sìpíng Shì                                                   | Distrito de Lishu                       | 梨树县                  | Líshù Xiàn                          |
| Ciudad de Siping 四平市 Sìpíng Shì                                                   | Distrito Autónomo Manchú de Yitong      | 伊通满族自治县          | Yītōng Mǎnzú Zìzhìxiàn              |
| Ciudad de Liaoyuan 辽源市 Liáoyuán Shì                                               | Sector de Longshan                      | 龙山区                  | Lóngshān Qū                         |
| Ciudad de Liaoyuan 辽源市 Liáoyuán Shì                                               | Sector de Xi'an                         | 西安区                  | Xī'ān Qū                            |
| Ciudad de Liaoyuan 辽源市 Liáoyuán Shì                                               | Distrito de Dongliao                    | 东辽县                  | Dōngliáo Xiàn                       |
| Ciudad de Liaoyuan 辽源市 Liáoyuán Shì                                               | Distrito de Dongfeng                    | 东风县                  | Dōngfēng Xiàn                       |
| Ciudad de Tonghua 通化市 Tōnghuà Shì                                                 | Sector de Dongchang                     | 东昌区                  | Dōngchāng Qū                        |
| Ciudad de Tonghua 通化市 Tōnghuà Shì                                                 | Sector de Erdaojiang                    | 二道江区                | Èrdàojiāng Qū                       |
| Ciudad de Tonghua 通化市 Tōnghuà Shì                                                 | Ciudad de Meihekou                      | 梅河口市                | Méihékǒu Shì                        |
| Ciudad de Tonghua 通化市 Tōnghuà Shì                                                 | Ciudad de Ji'an                         | 集安市                  | Jí'ān Shì                           |
| Ciudad de Tonghua 通化市 Tōnghuà Shì                                                 | Distrito de Tonghua                     | 通化县                  | Tōnghuà Xiàn                        |
| Ciudad de Tonghua 通化市 Tōnghuà Shì                                                 | Distrito de Huinan                      | 辉南县                  | Huīnán Xiàn                         |
| Ciudad de Tonghua 通化市 Tōnghuà Shì                                                 | Sector de Liuhe                         | 柳河县                  | Liǔhé Xiàn                          |
| Ciudad de Baishan 白山市 Báishān Shì                                                 | Sector de Badaojiang                    | 八道江区                | Bādàojiāng Qū                       |
| Ciudad de Baishan 白山市 Báishān Shì                                                 | Ciudad de Linjiang                      | 临江市                  | Línjiāng Shì                        |
| Ciudad de Baishan 白山市 Báishān Shì                                                 | Distrito de Jingyu                      | 靖宇县                  | Jìngyǔ Xiàn                         |
| Ciudad de Baishan 白山市 Báishān Shì                                                 | Distrito de Fusong                      | 抚松县                  | Fǔsōng Xiàn                         |
| Ciudad de Baishan 白山市 Báishān Shì                                                 | Distrito de Jiangyuan                   | 江源县                  | Jiāngyuán Xiàn                      |
| Ciudad de Baishan 白山市 Báishān Shì                                                 | Distrito Autónomo Coreano de Changbai   | 长白朝鲜族自治县        | Chángbái Cháoxiǎnzú Zìzhìxiàn       |
| Ciudad de Songyuan 松原市 Sōngyuán Shì                                               | Sector de Ningjiang                     | 宁江区                  | Níngjiāng Qū                        |
| Ciudad de Songyuan 松原市 Sōngyuán Shì                                               | Distrito de Qian'an                     | 乾安县                  | Qián'ān Xiàn                        |
| Ciudad de Songyuan 松原市 Sōngyuán Shì                                               | Distrito de Changling                   | 长岭县                  | Chánglǐng Xiàn                      |
| Ciudad de Songyuan 松原市 Sōngyuán Shì                                               | Distrito de Fuyu                        | 扶余县                  | Fúyú Xiàn                           |
| Ciudad de Songyuan 松原市 Sōngyuán Shì                                               | Distrito Autónomo Mongol de Qian Gorlos | 前郭尔罗斯 蒙古族自治县 | Qián'guō'ěrluósī Měnggǔzú Zìzhìxiàn |
| Ciudad de Baicheng 白城市 Báichéng Shì                                               | Sector de Taobei                        | 洮北区                  | Táoběi Qū                           |
| Ciudad de Baicheng 白城市 Báichéng Shì                                               | Ciudad de Da'an                         | 大安市                  | Dà'ān Shì                           |
| Ciudad de Baicheng 白城市 Báichéng Shì                                               | Ciudad de Taonan                        | 洮南市                  | Táonán Shì                          |
| Ciudad de Baicheng 白城市 Báichéng Shì                                               | Distrito de Zhenlai                     | 镇赉县                  | Zhènlài Xiàn                        |
| Ciudad de Baicheng 白城市 Báichéng Shì                                               | Distrito de Tongyu                      | 通榆县                  | Tōngyú Xiàn                         |
| Prefectura Autónoma Coreana de Yanbian 延边朝鲜族自治州 Yánbiān Cháoxiǎnzú Zìzhìzhōu | Ciudad de Yanji                         | 延吉市                  | Yánjí Shì                           |
| Prefectura Autónoma Coreana de Yanbian 延边朝鲜族自治州 Yánbiān Cháoxiǎnzú Zìzhìzhōu | Ciudad de Tumen                         | 图们市                  | Túmén Shì                           |
| Prefectura Autónoma Coreana de Yanbian 延边朝鲜族自治州 Yánbiān Cháoxiǎnzú Zìzhìzhōu | Ciudad de Dunhua                        | 敦化市                  | Dūnhuà Shì                          |
| Prefectura Autónoma Coreana de Yanbian 延边朝鲜族自治州 Yánbiān Cháoxiǎnzú Zìzhìzhōu | Ciudad de Longjing                      | 龙井市                  | Lóngjǐng Shì                        |
| Prefectura Autónoma Coreana de Yanbian 延边朝鲜族自治州 Yánbiān Cháoxiǎnzú Zìzhìzhōu | Ciudad de Hunchun                       | 珲春市                  | Húnchūn Shì                         |
| Prefectura Autónoma Coreana de Yanbian 延边朝鲜族自治州 Yánbiān Cháoxiǎnzú Zìzhìzhōu | Ciudad de Helong                        | 和龙市                  | Hélóng Shì                          |
| Prefectura Autónoma Coreana de Yanbian 延边朝鲜族自治州 Yánbiān Cháoxiǎnzú Zìzhìzhōu | Distrito de Antu                        | 安图县                  | Āntú Xiàn                           |
| Prefectura Autónoma Coreana de Yanbian 延边朝鲜族自治州 Yánbiān Cháoxiǎnzú Zìzhìzhōu | Distrito de Wangqing                    | 汪清县                  | Wāngqīng Xiàn                       |

- Datos: Q2737383